# Suizy-le-Franc

Suizy-le-Franc este o comună în departamentul Marne, Franța. În 2009 avea o populație de 118 de locuitori.